# جامع درويش باشا
جامع درويش باشا أو جامع الدرويشية هو جامع عثماني يقع في شارع دمشق المستقيم.

## تاريخ الجامع
أنشا درويش باشا بن رستم باشا وإلى دمشق الجامع ما بين 979-983هـ، شيد المسجد عام 982هـ وانتهى بنائه في سنة 982هـ. تم تجديده في العام1364هـ وجدد السبيل الموجود إلى جانبه. رمم مرة أخرى قبل بضع سنين واعيد فتحه 9 آب 2010.

## الطراز المعماري
يعتبر الجامع نموذجا للمعمار العثماني. للجامع ساحة خاريجية وبه نافورة في وسطها.
سقطت مظلة المئذنة في القرن الماضي وقد أعيد بنائها مرة أخرى في عام 1365هـ.